# 한보그룹
한보그룹(韓寶그룹, Hanbo Group)은 1974년 한보상사로 설립된 대한민국의 과거 기업으로 은행에서 무리하게 대출을 받으며 1996년말 재계 서열 14위까지 오르기도 했으나 이듬해인 1997년 1월 30일부로 부도 처리되었다.

## 역사

### 창업 및 성장기
- 1974년 3월 7일: 몰리브덴을 수출하는 (주)한보상사를 설립.
- 1976년: 삼아건설 인수, 한보주택 설립으로 주택건설사업에 진출.
- 1978년: 서울특별시 강남구 대치동에 국내 최대 규모의 은마아파트단지 4,424가구 건축, 분양.
- 1982년: 한보탄좌개발 설립.
- 1984년: 금호철강 부산공장 인수로 한보철강 설립.
- 1986년: 화신백화점, 영동간호전문대 인수.
- 1989년 12월: 한보철강 1조 2,000억원을 투자해 충청남도 당진군에 1백만평의 제철소 부지매립공사 착수.
- 1991년 2월: 수서지구 택지 특혜분양 사건 발생으로 정태수 회장 구속.
- 1991년 3월: 한보주택 법정관리 신청.
- 1991년 7월: 정태수 회장, 집행유예로 석방.
- 1991년 9월: 3남 정보근부회장이 경영대행.
- 1993년: 정태수 총회장, 경영일선 복귀
- 1993년 4월: 승보엔지니어링, 승보데이타시스템 설립.
- 1993년 7월: 상아제약 인수
- 1994년 7월: 삼화신용금고 인수.
- 1994년 9월: 대한석탄공사 인수 계획 발표.
- 1995년 3월: 영상프로그램 공급업체인 한맥유니온 설립.[3]
- 1995년 6월 16일: 유원건설 인수[4]
- 1995년 6월 23일: 당진제철소 1단계 공사 완료(열연 연산 3백만, 철근 1백만규모)[5]
- 1995년 11월: 정태수총회장, 노태우 전대통령 비자금 변칙실명전환으로 구속.
- 1996년 3월: 정보근부회장, 그룹회장에 취임.
- 1996년 4월: 정태수 총회장에 대한 병보석 허가
- 1996년 4월 23일: 유원건설 사명을 한보건설로 변경.[6]
- 1996년 7월: 시베리아 가스전 개발사업 참여 발표.[7]
- 1996년 9~12월: 제일, 산업, 조흥, 외환은행 각 1천억원씩 한보철강에 4천억원 지원.

1996년 22개 계열사를 보유하고 있었고, 5조 4000억원의 매출을 올렸다.

### 몰락기
- 1997년 1월 8일: 한보철강 자금난으로 제일은행등 4개 은행으로부터 1천2백억원 지원받아 부도위기 넘김.
- 1997년 1월 9일: 그룹 자구노력으로 3천억원 규모 부동산 매각 발표.
- 1997년 1월 23일: 정태수 총회장 보유 한보철강 주식 일체 은행권에 담보제공, 은행관리 수용 발표[9]

## 부도직전 당시 그룹 계열사
- ㈜한보
- 상아제약
- 승보목재
- 승보철강
- 한보건설(유원건설)
- 한보관광
- 한보아파트관리
- 한보에너지
- 한보정보통신
- 한보철강공업
- 한보철강판매
- 학교법인 한보학원

## 부도이후 계열사 현황
- ㈜한보 : 부도 이후 진흥기업으로 넘어갔고 이후 LIG그룹에 인수되어 LIG건설(현재의 건영)에 합병되었다.
- 상아제약 : 부도 이후 2001년 녹십자에서 인수하여 녹십자상아로 변경하였고 녹십자와 합병되었다.
- 한보관광 : 부도 이후 상아관광으로 사명을 변경하였으나 2008년 폐업하였다.
- 한보철강 : 부도 이후 2004년 현대하이스코로 넘어갔고 현대제철로 통합하였다.
- 한보에너지 : 부도 이후 2003년 대한교과서로 넘어가서 서해도시가스(서해에너지)로 사명이 변경되었다.

## 부도원인
한보철강 당진공장은 당대 미검증된 신종 공법 '코렉스'를 도입하기 위해 설계변경 등의 이유로 투자규모가 5조 7,000억원에 달했고, 이를 회사채 발행, 차입 등의 무리한 자본조달로 인해 1996년 말 자금이 바닥나게 됐다. 은행가에 영향력을 행사할 수 있는 정치인들 위주로 대형 로비를 벌였다.
결국에는 대형 부정부패 사건으로 이어져 한보 리스트가 정치, 사회상에 회자되기 시작했고 수사가 금융계 및 정치권으로 확산되었다. 그 결과로 신광식 제일은행장, 우찬목 조흥은행장, 이철수 전 제일은행장 등 전/현직 은행장 7명이 불려가 조사받고 이 중 3명이 구속되었다. 곧이어 김영삼 대통령 차남 김현철의 연루 의혹이 드러나며 이후 구속되기에 이르렀다.

## 공익 사업
- 한보 멧돼지 씨름단: 부도 이후 해산되었으며, 동성종합건설 백호씨름단으로 넘어갔지만 이후 해산되었다.
- 학교법인 한보학원: 강릉영동대학교의 전신인 영동전문대학을 운영했다.

## 같이 보기
- 대한민국의 IMF 구제금융 요청
- 한보 사태